# Rab
Rab (latinsko: Arba, italijansko: Arbe) je eden večjih in bolj poseljenih hrvaških otokov. Leži v Kvarnerskem zalivu južno od Krka in severno od Paga. Upravno spada v Primorsko-goransko županijo in je razdeljen na dve upravni skupnosti: mesto Rab in občino Lopar na severu otoka. S površino 86 km2 je 10. največji hrvaški otok oziroma tretji po velikosti v Kvarnerju. Glede na popis iz leta 2011 v osmih otoških naseljih živi 9.328 prebivalcev. Od prihoda Rimljanov v 2. stoletju pr. n. št. je otok neprekinjeno poseljen vse do danes. Rab s celino povezuje trajekt na liniji Stinica-Mišnjak, preko linije Valbiska-Lopar pa je povezan tudi s sosednjim Krkom.

## Geografija

### Lega
Rab leži v jugovzhodnem delu Kvarnerskega zaliva med Krkom na severu in Pagom na jugu.  Na vzhodu ga od celinske obale loči Velebitski kanal. Na zahodu meji na osrednje področje Kvarnerja, imenovano Mali Kvarner (hrv. Kvarnerić). Na severovzhodu ga od Golega otoka in otoka Sveti Grgur ločuje Rabski kanal. Ti trije otoki skupaj tvorijo rabsko otočno skupino. Na jugozahodu se v neposredni bližini razprostira otok Dolin, ki skupaj z Rabom tvori ozek Barbatski kanal. Tako kot za večino hrvaških otokov je tudi za Rab značilna slemenitev v smeri severozahod-jugovzhod. S koeficientom razčlenjenosti 3,25 velja Rab za enega bolj razčlenjenih otokov na Hrvaškem, zaradi česar ima kar med 103 do 121 km obale, kar ga uvršča na osmo ali deveto mesto med hrvaškimi otoki. Največja dolžina otoka med rtom Sorinj na severu in rtom Gavranić na jugu znaša 22 km, medtem ko je največja širina med rtom Kristofor na zahodu in rtom Šlip na vzhodu 10 km.

### Površje
S površino 86,12 km2 se Rab uvršča med deset največjih hrvaških otokov. Otok je nastal v času po zadnji pleistocenski poledenitvi, ko se je raven morja naglo dvignila za približno 96 m.
Geomorfološko lahko otok razdelimo na štiri večja področja: Loparski polotok, polotok Kalifront, zahodna ravnina in greben Kamenjak, z istoimenskim vrhom. Površje je precej razgibano. Značilno hribovito območje predstavlja Kamenjak na vzhodu. Slemenitev omenjenega grebena je enaka slemenitvi otoka. Področje zahodno od Kamenjaka je ravno in zato gosto poseljeno. Manj razgibano površje je značilno tudi za oba polotoka. Obala je razdeljena na šest con, to so: loparska, supetarsko-kamporska, kalifrontska, rabsko-banjolska, barbatska in kamenjaška obala. Medtem ko je na vzhodu strma in visoka, je ob Barbatskem kanalu in polotokih razmeroma nizka. Nizka obala na flišno zgrajenem Loparskem polotoku je povsod preobražena v peščene zalive, tip obale pa na nekaterih mestih spominja na lagunskega. Vzhodna in jugovzhodna obala sta izrazito apnenčasti, in zato na nekaterih mestih kraško preoblikovani. Velik del otoka tako predstavljajo kraške goličave. Zaradi značilne apnenčaste zgradbe je Rab ves čas izpostavljen procesu obalne abrazije, ki je vzrok za zmerno zmanjševanje površine otoka. Najnovejše geodetske meritve kažejo, da se je slednja v zadnjem obdobju skrčila s približno 90 na dobrih 86 km2.

### Podnebje
Tako kot vsi hrvaški otoki leži tudi Rab na območju, za katerega je značilen jadranski podtip sredozemskega podnebja. Poletja so suha in vroča, zime pa vlažne in mile. Višek padavin se pojavlja značilno v zimskih mesecih. Povprečna letna količina padavin je nekaj manj kot 850 mm. Povprečna letna temperatura zraka je približno 15 °C, najvišja izmerjena temperatura zraka iz leta 2017 pa znaša 39,3 °C. Otok je zlasti v zimskem obdobju izpostavljen hudim udarcem burje, ki v Velebitskem kanalu dosega ene najvišjih hitrosti na Hrvaškem. Burja je odgovorna za pusto pokrajino na področju Kamenjaškega grebena, ki sicer deluje kot naravna pregrada in ščiti zahodna naselja pred sunki vetra. Občasno je zaradi vetrovnega vremena ohromljen otoški trajektni promet. Otok leži v enem najbolj osončenih področij v Evropi s povprečno 2520 sončnih ur letno.
| Klimatološki podatki              | Klimatološki podatki | Klimatološki podatki | Klimatološki podatki | Klimatološki podatki | Klimatološki podatki | Klimatološki podatki | Klimatološki podatki | Klimatološki podatki | Klimatološki podatki | Klimatološki podatki | Klimatološki podatki | Klimatološki podatki | Klimatološki podatki |
| Mesec                             | Jan                  | Feb                  | Mar                  | Apr                  | Maj                  | Jun                  | Jul                  | Avg                  | Sep                  | Okt                  | Nov                  | Dec                  | Leto                 |
| --------------------------------- | -------------------- | -------------------- | -------------------- | -------------------- | -------------------- | -------------------- | -------------------- | -------------------- | -------------------- | -------------------- | -------------------- | -------------------- | -------------------- |
| Povprečna visoka temperatura (°C) | 8,7                  | 9,7                  | 13,2                 | 17,1                 | 21,6                 | 25,5                 | 28,6                 | 28,4                 | 24,7                 | 19,4                 | 13,9                 | 10,4                 | 18,4                 |
| Povprečna nizka temperatura (°C)  | 2,0                  | 2,5                  | 5,0                  | 8,2                  | 12,1                 | 15,6                 | 17,7                 | 17,6                 | 14,6                 | 10,8                 | 6,6                  | 3,8                  | 9,7                  |
| Padavin (mm)                      | 140,8                | 95,5                 | 53,3                 | 83,4                 | 49,1                 | 16,7                 | 10,7                 | 35,7                 | 76,8                 | 74,5                 | 88,9                 | 125,5                | 850,7                |
| Vir: DHMZ Hrvatske                |                      |                      |                      |                      |                      |                      |                      |                      |                      |                      |                      |                      |                      |

### Rastlinstvo
Otok, ki je na vzhodu precej gol, je na zahodu poraščen z dokaj bujnim rastlinstvom. Na polotoku Kalifront se nahaja največji gozdni nasad črničevja na Jadranu. Gre za posebno zimzeleno vrsto hrasta, za katero je značilno, da nikoli ne odvrže vseh listov hkrati. Poleg Črničevja v Kalifrontskem gozdu (hrv. Šuma Kalifront) uspevajo tudi alepski, primorski in črni bor.
Več kot dve petini otoka pokriva nizko rastje, ki vključuje makijo in drugo zimzeleno grmičevje. V nasadih uspeva raznoliko sadno drevje, značilno za mediteransko in južnoevropsko področje. Najbolj zastopana sadna vrsta je figa (hrv. Smokva). Na ozkem robu apnenčaste obale raste posebna vegetacija slanuš. Na grebenu Kamenjak, kjer vladajo ekstremni klimatski pogoji z izrazitim nihanjem v slanosti in vlažnosti tal, raste ozkolistna mrežnica.

## Prebivalstvo
Za razliko od drugih otokov v Kvarnerju, ima Rab malo naselij, vsega 8, v katerih stalno živi 9.328 prebivalcev (popis 2011).
- Rab, 437 prebivalcev
- Lopar, 1263 prebivalcev
- Supetarska Draga, 1099 prebivalcev
- Mundanije, 520 prebivalcev
- Kampor, 1173 prebivalcev
- Banjol, 1907 prebivalcev
- Barbat, 1242 prebivalcev in
- Palit, 1687 prebivalcev.[10]

Poleg tega pa sta na otoku še dve turistični naselji: San Marino in Suha Punta.
Za razliko od večine drugih hrvaških otokov je število prebivalcev na Rabu tekom zadnjih let razmeroma stalno in le malo upada. Število se tekom leta kljub temu spreminja, predvsem zaradi seznsko usmerjenega turizma in doseže najvišjo vrednost poleti.

## Rab, glavno otoško naselje
Mesto Rab je glavno mesto na otoku. Sestavlja ga staro mestno jedro, ki leži na polotoku med mestnim pristaniščem in zalivom svete Eufemije. Rab je nastal že v 11. stoletju. V tistem času je poleg Senja in Reke predstavljal enega pomembnejših pristanišč na severnem Jadranu. 
V mestu so tri glavne ulice: Spodnja, Srednja in Zgornja. Med njimi je 12 ožjih, povezovalnih ulic, ki simbolno predstavljajo število mesecev v letu. Vsaka izmed glavnih cest je po sredini od začetka do konca tlakovana s 365 kamni, srednja s 366, kar predstavlja število dni v letu. Rab nosi tudi simbolno ime Mesto štirih zvonikov, v mestu namreč stojijo štiri cerkve, ki mu vsaka s svojim zvonikom dajejo značilno podobo.
Novejši del Raba je nastajal dolgo časa in je z mestom danes povsem sklenjen, zaradi povsem drugačnega izgleda, kot ga ima staro mestno jedro, so novejše naselje poimenovali Palit. Če ti dve naselji štejemo kot eno, je naselje Rab tudi največje otoško mesto.
V zadnjih letih se je zaradi širjenja jugozahodnega naselja Banjol, z mestom Rab in naseljem Palit sklenilo tudi slednje. Ta tri otoška naselja tako tvorijo manjše otoško somestje s prek 3000 prebivalci, kar predstavlja več kot eno tretjino otoškega prebivalstva.

## Zgodovina
Pred Rimljani, ki so ga zavzeli v 2. stoletju pr. n. št., so se naseljevala na njem plemena ilirskih Liburnov. Zaradi naravnih lepot in značilnosti so Rimljani na otoku že od začetka svoje vladavine postavili številne stavbe in objekte za oddih, zato lahko rečemo, da je turistična tradicija Raba v nekem smislu daljša od dveh tisočletij. Od 9. do začetka 15. stol. je Rab pripadal Hrvaški, nato pa beneški republiki do 1779. Kot številni drugi primorski kraji je bil tudi Rab za kratek čas v sestavu Napoleonove Ilirije (od 1805 do 1814), nato pa pod avstrijsko oblastjo vse do leta 1918, ko ga je okupirala fašistična Italija. Z rapalsko pogodbo leta 1920 je bil vrnjen Jugoslaviji.
Med 2. svetovno vojno v letih 1942-1943 je bilo na Rabu italijansko koncentracijsko taborišče Rab. V njem so italijanske fašistične oblasti internirale nad 10.000 deportiranih slovencev iz zasedene Ljubljanske pokrajine; od teh je med internacijo umrlo od lakote in mraza več kot 1500 slovencev, med katerimi je bilo nad 100 otrok izpod 10. leta starosti.
Leta 1953 je dala jugoslovanska komunistična oblast zgraditi spominski park žrtvam kamporskega taborišča. Park so gradili interniranci zapora na bližnjem Golem otoku.
V času po drugi svetovni vojni je bil Rab del Socialistične in federativne republike Jugoslavije. V času hrvaške odcepitve od Jugoslavije leta 1991, ko je na Hrvaškem trajala Domovinska vojna, je bil močno prizadet otoški turizem, hkrati pa je bil otok zaradi odhoda moških na bojišča v Liki precej prazen. Po koncu vojne leta 1995 je Rab tudi formalno postal del Republike Hrvaške.
V času po vojni se je začel rabski turizem naglo vzpenjati. Zgrajeno je bilo veliko število hotelov, avtokampov in drugih namestitvenih objektov.